# Diabeteskoma
Diabeteskoma är ett mycket allvarligt tillstånd som kan uppstå vid diabetes mellitus. Det kan orsakas av tre tillstånd:
1. Diabetisk ketoacidos (DKA)
2. Hyperglykemiskt hyperosmolärt syndrom (HHS)
3. Hypoglykemi

Ketoacidos orsakar diabeteskoma genom försurning av blodet medan HHS orsakar diabeteskoma genom dehydrering. Tecken på något av dessa tillstånd är kraftigt förhöjt blodsocker, sänkt medvetandegrad och uttalad dehydrering. HHS kan utlösas av andra akuta sjukdomstillstånd. Om symptomen på typ 1-diabetes inte upptäcks i tid kan ketoacidos utvecklas, vilket i sin tur kan leda till koma innan en diagnos görs. Ungefär var fjärde patient som diagnostiseras med typ 1-diabetes visar tecken på ketoacidos.
Hypoglykemi innebär för lågt blodsocker.
Diabeteskoma är ganska ovanligt hos personer som har diagnostiserats med diabetes, men för denna patientgrupp är det viktigt att känna till vilka situationer som kan leda till en ökad risk för koma.